# Jezioro Święte (powiat lipnowski)
Jezioro Święte – jezioro w woj. kujawsko-pomorskim, w powiecie lipnowskim, w gminie Skępe, leżące na terenie Pojezierza Dobrzyńskiego. Przepływa przez nie rzeka Mień.

## Dane morfometryczne
Powierzchnia zwierciadła wody wynosi 32,1 ha.
Zwierciadło wody położone jest na wysokości 113,6 m n.p.m.. Średnia głębokość jeziora wynosi 1,5 m, natomiast głębokość maksymalna 2,8 m.
Na podstawie badań przeprowadzonych w 1995 roku wody jeziora zaliczono do III klasy czystości i poza kategorią podatności na degradację.

## Hydronimia
Według urzędowego spisu opracowanego przez Komisję Nazw Miejscowości i Obiektów Fizjograficznych (KNMiOF) nazwa tego jeziora to Jezioro Święte.